# Hayden Reed
Hayden Reed (né le 4 avril 1994 à Sulphur) est un athlète américain, spécialiste du lancer du disque.
Il remporte les championnats américains d'athlétisme à Sacramento en 2014, en 62,19 m.
Son meilleur lancer est de 63,74 m, obtenu à Lexington le 17 mai 2014. Il est étudiant à l'université d'Alabama.
En 2013, à Medellín, il a remporté la médaille d'or lors des Championnats panaméricains juniors d'athlétisme 2013.